# Athyriopsis lushanensis
Athyriopsis lushanensis là một loài thực vật có mạch trong họ Woodsiaceae. Loài này được J.X. Li miêu tả khoa học đầu tiên năm 1988.